# Співають жайворонки (фільм)
«Співають жайворонки» (рос. «Поют жаворонки») — білоруський радянський художній фільм 1953 року режисерів Володимира Корш-Сабліна і Костянтина Санникова за однойменною п'єсою Кіндрата Кропиви.

## Сюжет
Микола Верас, знатний бригадир колгоспу «Нова нива», і Настя, агротехнік колгоспу «Світлий шлях», збираються одружитися. Вони намагаються зрозуміти, який з двох колгоспів кращий, щоб там їм жити і працювати разом. В «Новій ниві» вищі заробітки, і хліба на трудодень дають більше, але відстає соціальна сфера — немає електрики, радіо, клубу і голова колгоспу вважає все це несуттєвими дрібницями...

## У ролях
- Лілія Дроздова
- Іван Шатило
- Лідія Ржецька
- Володимир Дедюшко

## Творча група
- Сценарій: Кіндрат Кропива
- Режисер: Володимир Корш-Саблін, Костянтин Санников
- Оператор: Олександр Гінзбург
- Композитор: